# Pogonatum campanulatum
Pogonatum campanulatum là một loài rêu trong họ Polytrichaceae. Loài này được (Hornsch.) Brid. mô tả khoa học đầu tiên năm 1827.